# マエナルスさん座

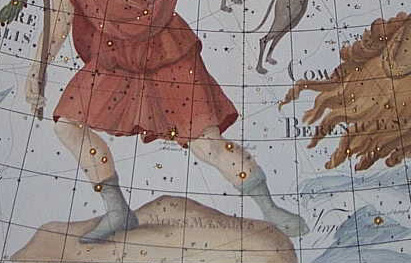
ヨハン・ボーデの星図に描かれた
マエナルスさん座

マエナルスさん座（マエナルスさんざ、マエナルス山座、Mons Maenalus）は、ヨハネス・ヘヴェリウスが作った星座の1つ。現在は使われておらず、うしかい座の一部となっている。
1687年にヘヴェリウスによってうしかい座の足元に設けられた。ペロポネソス半島のメナロ山 (ラテン語でMaenalus) をモチーフにした星座で、牛飼いが山頂に立つ形になっていた。知名度が低く、ほとんど使われなかった。
メナロ山の名の由来となったマエナルスは、ギリシャ神話に登場するアルカディアの王リュカーオーンの長男、またはリュカーオーンの娘カリストーの息子アルカスの息子であるとされる。アルカスがアルカディア地方の生まれであり、うしかい座のモデルともされることからこの山が選ばれたものと考えられている。